# XNXX
XNXX é um site de compartilhamento e visualização de vídeos pornográficos. Foi lançado em 1997, tornando-se um dos mais antigos sites pornográficos em atividade. Está sediada em Paris, na França, com servidores e escritórios em Montreal, Tóquio e Newark, Nova Jersey. 
O XNXX é de propriedade da empresa tcheca WGCZ Holding, que administra também o XVideos (outro site pornográfico popular). O grupo também é dono da rede de sites Bang Bros e atualmente é a proprietária também da revista Penthouse e de seus ativos relacionados.
Desde março de 2016, segundo a Next Web, que o grupo WGCZ Holding é liderado por Stephane Michael Pacaud e Deborah Malorie Pacaud. E em janeiro de 2023, o Financial Times informou que os sites online do grupo WGCZ, incluindo o XNXX, recebem 6 bilhões de visitas por mês.

## História
O XNXX foi fundado em 10 de agosto de 1997, mas segundo a empresa o site existe desde 2000, tornando-se um dos espaços pornográficos mais antigos da Internet. Ele já apareceu em www.xnxx-pics.com e limitou sua oferta a imagens pornográficas muito notáveis em todo o mundo com celebridades.
Desde 2002, também tem sido operado no endereço de Internet relevante e, ao longo do tempo, clipes de vídeo também foram adicionados. Em 2004, o XNXX foi classificado como uma das duas plataformas de hospedagem de vídeo pornográfico mais populares, juntamente com o XHamster. Outro ranking o colocou nos três sites de pornografia mais populares em todo o mundo. Foi classificado como o quinto site mais visitado em geral e o site de pornografia mais visitado em Cingapura.
Em 2007, o XNXX completou 10 anos de atividades. Nesse ano também surge o seu irmão mais novo, o XVideos. E em março de 2015 a revista Penthouse, que é do mesmo grupo, completa 50 anos de existência.
Em 2018, foi classificado como o site pornográfico número cinco na Índia e nos 20 principais sites no geral. No mesmo ano o governo indiano bloqueou o XNXX, entre outros sites pornográficos, depois de uma ordem judicial da Suprema Corte de Uttarakhand exigindo o mesmo em um caso de estupro em que os autores afirmaram que estavam motivados a fazê-lo depois de assistir pornografia online.
A partir de 1 de dezembro de 2019, foi classificado como o 10º site mais visitado do mundo pela SimilarWeb, e o 76º mais popular pela Alexa.